# Atherimorpha mensaemontis
Atherimorpha mensaemontis är en tvåvingeart som beskrevs av Elisabeth K. Stuckenberg 1961. Atherimorpha mensaemontis ingår i släktet Atherimorpha och familjen snäppflugor. Inga underarter finns listade i Catalogue of Life.